# Kerman
Kerman (perzijsko كرمان, latinizirano: Kermān, Kermun, Kirman) je glavno mesto province Kerman v Iranu. Leta 2011 je imelo mesto 821.374 prebivalcev in bilo po številu prebivalcev v Iranu na desetem mestu. Kerman je od nedavna tudi na seznamu 1000 najčistejših mest na svetu. Je največje in najbolj razvito mesto v provinci Kerman in najpomembnejše mesto v jugovzhodnem Iranu. Znano je po svoji dolgi zgodovini in pomembni kulturni dediščini. V mestu so številne stare mošeje in zoroastrski templji ognja. Bil je tudi prestolnica Irana v več obdobjih. Nahaja se na velikem platoju 1.036 km južno od Teherana glavnega mesta Irana.

## Zgodovina
Kerman je bil ustanovljen kot obrambna postojanka z imenom Behdesīr. Ustanovil ga je Ardašir I., ustanovitelj Sasanidskega imperija, v 3. stoletju našega štetja. Po bitki pri Nahāvandu leta 642, je mesto prišlo pod muslimansko oblast. Sprva so v mestu živeli Kharijiti in Zoroastrijanci, vendar so bili Kharijiti v letu 698 izbrisani. Po letu 725 je bilo prebivalstvo večinoma muslimansko. Že v osmem stoletju je bilo mesto znano po svoji proizvodnji kašmirske volne, šalov in drugih tekstilij. Vlada Abasidskega kalifata je bila v regiji šibka, zato je v desetem stoletju oblast prevzela dinastija Buyid, ki je ohranila nadzor tudi, ko sta regija in mesto padla pod Mahmuda iz Gazne v poznem desetem stoletju. Ime mesta Kerman je bil določeno v desetem stoletju. 
Kerman je bil pod seldžuškimi Turki v 11. in 12. stoletju, vendar je ostal praktično neodvisen ter osvojil Oman in Fars.  Leta 1271 ga je obiskal tudi Marco Polo in v tem času je bil glavni trgovinski center, ki je povezoval Perzijski zaliv s Khorasanom in Srednjo Azijo.  Kasneje je bilo mesto večkrat napadeno od različnih vsiljivcev. V času dinastije Safavidov se je Kerman hitro širil. V tem obdobju je bilo izvoženo največ preprog v Anglijo in Nemčijo. 
Leta 1793 je kan Lotf Ali premagal Qajarje in leta 1794 zasedel Kerman. Toda že kmalu so ga oblegali in čez šest mesecev ga je zasedel kan Agha Mohammad. Iz maščevanja je Lof Ali pobil vse moške prebivalce in jih oslepil, pri čemer so naredili kup iz 20.000 zrkel in ga stresel pred zmagovitega kana Agha Muhammada.  Ženske in otroke so prodali v suženjstvo in mesto je bilo uničeno.
Današnje mesto Kerman je bilo obnovljeno v 19. stoletju severozahodno od starega mestnega jedra, vendar mesto ni doseglo svoje nekdanje velikosti do 20. stoletja.

## Geografija
Kerman se nahaja na visokem robu puščave Kavir-e Lut v osrednjem južnem delu Irana. Mesto je obkroženo z gorami in to vzdolž gore Saheb Al Zman. Mesto leži na poprečni nadmorski višini 1.755 m, zaradi česar je tretje glavno mesto provinc v Iranu z najvišjo lego. Zima je zelo mrzla. Gore na jugu in jugovzhodu kot Jftan Joopar, Plvar in Kerman so zasnežene vse leto.
Številna mestna okrožja so obdana z gorami, ki prinašajo različno vreme preko leta. Severni del mesta se nahaja v sušnem puščavskem območju, medtem ko ima višji južni del mesta bolj zmerno podnebje.
Mesto Kerman ima zmerno podnebje in povprečno letno količino padavin okoli 135 mm. Zaradi bližine puščave ima vroča poletja, spomladi pa ima pogosto močne peščene viharje. 
Za iranske paleontologe je Kerman vselej veljal za fosilni raj. Iskanje sledi stopal dinozavrov v letu 2005 se je pokazalo za paleontologe za vzpodbudno. 

## Gospodarstvo
Gospodarstvo Kermana temelji predvsem na kmetijstvu, predvsem gojenju oreškov in tudi rudarstvu (baker in premog). Bakreni rudnik Sarchashmeh je drugi največji rudnik bakra na svetu za tistim v Čilu. Pistacija je pomemben vir gospodarstva v Kermanu, saj je provinca največji proizvajalec pistacije v Iranu in na svetu.
Tkanje preprog je ena od glavnih panog mesta in mednarodno priznana. Tkanje preprog je zelo stara tradicija. Najstarejšo preprogo so odkrili prav v Kermanu in datira pred približno 500 let. Med najbolj znanimi proizvajalci preprogo iz 19. in 20. stoletja so Costigian, Ghastili in Dilmaghani, slednji še vedno deluje in je pomembna povezava proizvodnje iz preteklosti. Tekstil iz bombaža in šali iz kašmirja so tudi pomemben proizvod.

## Kultura
Kerman je v Iranu mesto z odlično kulturno dediščino, ki je izražena tako v lokalnem narečju kot poeziji, glasbi, lokalnih obrteh in običajih, ki so jih v Kermanu uvedli v svet kulture.
Edini antropološki zoroastrski muzej v Iranu in na svetu, v katerem je razstavljena starodavna zgodovina zoroastrstva, je Ognjeni tempelj v Kermanu. Zamisel o muzeju skupaj s knjižnico zoroastrskega društva Kerman, je nastala leta 1983, ko je društvo vodila Parviz Vakhashouri in sta skupaj z nekdanjo vodjo knjižnice Mehran Gheibi zbrali artefakte kulturne dediščine zoroastrske skupnosti v Kemanu. Ti dve uradnici sta zbirali predmete vse do leta 2005, ko je bil muzej uradno odprt v okviru obrtne in turistične organizacije (ICHHTO).
Jashn- e Tirgan ali Tiregan je starodavni iranski festival dežja, ki ga praznujejo 1. julija. Praznik se nanaša na nadangela Tir-a (puščica) ali Tishtar (strela), ki se pojavi na nebu in ustvarja grom in strelo, da bil zagotovil prepotreben dež.
Slovesnost Sadé ali Sada (perzijsko: سده , Jashn- e Sada / Sade, v perzijščini: جشن سده ), transliterirano tudi Sadeh, je starodavna iranska tradicija 50 dnevnega praznovanja pred Nowruz (Iransko Novo leto, je prvi dan pomladi po iranskem koledarju in je državni praznik, ki ga s prostimi dnevi praznujejo po vsem Iranu in je razširjen tudi v delih Srednje Azije, Kavkaza, SZ Kitajske, na Krimu in nekaterih skupinah na Balkanu). Sade v perzijščini pomeni sto in se nanaša na sto dni in noči pred koncem poletja (ali na začetku dolge zime).
Starodavna arheološka območja Jiroft (95 km južno od Kermana), Tappe Yahya Baft (155 km južno od Kermana) in utrdba s citadelo Rayen v mestu Rayen na jugovzhodu od Kermana, sodijo med pomembna kulturna območja v provinci Kerman.

### Znamenitosti
- Veliki bazar - Bâzâr-e Vakil - je iz obdobja Safavidov
- Gonbad-e-Jabaliyeh - kupola na vzhodu Kermana
- Staro kopališče Ganjalikhan
- »Ledena« hiša Mouyedi
- Muzej sodobne umetnosti San'ati
- Čajnica Vakil
- Trg Ganjali Khan
- Mošeja Ganjali Khan iz leta 1007 n. št.
- Muzej Zarabkhaneh
- Petkova mošeja - (masjed-e Jomeh) zgrajena leta 1348; zgradila jo je lokalna dinastija Mozaffarid. Predelali so jo v času Safavidov v 16. st. Vhod (pishtâq) in eivân sta dekorirana z modrimi in belimi cvetličnimi motivi, ostalo pa s turkiznimi geometrijskimi oblikami.
- Svetišče Moshtri-ye-Moshtak Ali Shah
- Mošeja Malek mosque (Imamova mošeja) - ex-masjed-e Malek - seldžuška mošeja iz poznega 11. st. in je bila večkrat predelana
- Narodna knjižnica v nekdanji tekstilni tovarni
- Muzej Svete obrambe
- Spomenik Takht-e-Darya-Gholi-Beyg
- Ghal'e Dokhtar in Ghal'e Ardeshir gradova gorah v bližini Kemana

- Mošeja Ganjali Khan
- Šola Ganjali Khan
- Trg Ganjali Khan
- Vrt Shazdeh
- Kupola Jabaliyeh
- Svetišče Shah Nimatullah Wali
- Svetišče Shah Nimatullah Wali (molilna dvorana)
- Vhod v Petkovo mošejo v Kermanu
- Utrdba in grad Rayen v bližini Kermana
- Veliki bazar v Kermanu
- Zoroastrski muzej

## Demografija
Večina prebivalstva v Kermanu so Perzijci in šiitski muslimani. Ima pa majhno, vendar pomembno kulturno zoroastrsko manjšino. Druga največja etnična skupina so Balochi in so večinoma suniti.
Število prebivalcev mesta narašča: v letu 1996 jih je bilo 385.000, v letu 2006 jih je bilo 515.414 in trenutna ocena je 621.374. 

## Politiki
Politiki v Kermanu sodijo v skupino nekdanjega predsednika Alija Akbarja Hashemi Rafsandžani-ja, njegov brat in podpredsednik Mohammad Hashemi Rafsandžani in Hoseina Marashi. Mohammad Javad Bahonar se je rodil v Kermanu in je bil iranski znanstvenik, šiitski teolog in politik, ki je služil kot predsednik vlade v Iranu med 15. in 30. avgust 1981, ko ga je umoril neki mudžahidi.

## Šolstvo
- Univerza Shahid Bahonar je eden od iranskih tehnoloških ustanov
- Kerman Graduate University of Technology je stopenjska univerza
- Tehnična univerza Shahid Chamran
- Univerza Payam Noor
- Kermanska univerza medicinskih znanosti
- Islamska Azad univerza
- Visokošolski izobraževalni  center Kerman Khaje-Nasir

## Transport
Kerman leži ob cesti Teheran, Bandar Abbas in Zahedan. Letališče Kerman eno od pomembnih letališč, ki ima dnevne in tedenske zveze v Teheran, Ahwaz, Yazd, Isfahan, Bandar Abbas, Mashhad in Širaz. Skozi mesto pelje tudi trans-iranska železniška proga. Kerman ima nov avtobusni terminal imenovan Adineh, odprli so ga maja 2013.
Mednarodna letalska družba Mahan Air ima sedež v Kermanu. Ustanovljena je bila leta 1992 in velja za najboljšo iransko letalsko družbo. Vzdržuje povezave po celotnem Iranu in v tujini.
V planu je bila tudi izgradnja metroja za širšo regijo, ki ga je celo že odobrila vlada, a je obtičal v predalih zaradi več dilem. Slišati je, da bi ga nadomestili s tramvajem, vendar se ta projekt še ni začel.

## Pomembni prebivalci
- Al-Mahani (matematik in astronom iz 9. stoletja)
- Khwaju Kermani (velik pesnik iz 14. stoletja)
- Shah Nimatullah Wali (Sufi in pesnik iz 14. stoletja)
- Mirza Reza Kermani (iranski revolucionarn, ki so umorili šahovi ljudje)
- Qasem Soleimani (komandant Qods Force, posebne enote Islamske revolucionarne garde)
- Mohammad Javad Bahonar (premier v Iranu 15. - 30. avgust 1981, je bil umorjen od mudžahidov)
- Mohammad-Reza Bahonar (konservativni prvi namestnik predsednika iranskega parlamenta)
- Mohammad Mehdi Zahedi (nekdanji iranski minister za znanost in tehnologijo in redni profesor matematike)
- Majid Namjoo iranski politik, ki je trenutno minister za energijo)
- Mohammad Ebrahim Bastani Parizi
- Houshang Moradi Kermani (ugledni iranski pisatelj)
- Keikhosrow Shahrokh
- Peyman Soltanidirigent orkestra Melal
- Saeed Nafisi (plodovit pisatelj v perzijščini)
- Zahra Nemati (nosilec zlate medalje v lokostrelstvu na paraolimpijskih igrah 2012 v Londonu)
- Ali Movahedi-Kermani
- Mahnaz Afkhami (ustanovitelj in predsednik partnerstva za učenje žensk (WLP) )
- Ahmad Madani (iranski politik, poveljnik iranske mornarice 1979)
- Dr. Javad Nurbakhsh ((12/10/1926 – 10/10/2008), pretekli mojster Sufi reda Nimatullahi)
- Dr. Alireza Nurbakhsh (sedanji mojster reda Nimatullahi)
- Seyyed Mohammad Hosseini (iranski politik, ki je trenutno minister za kulturo)
- Mohammad Arjomand (je bil znan kot kralj perzijskih preprog)
- Ahmad Bahmanyar (ugledni pesnik in novinar - ulica v mestu je poimenovana po njem)